# V429 Geminorum
V429 Geminorum eller BD+20°1790, är en ensam stjärna belägen i mellersta delen av stjärnbilden Tvillingarna. Den har en högsta skenbar magnitud av ca 9,86 och ett mindre teleskop för att kunna observeras. Baserat på parallax enligt Gaia Data Release 3 på ca 36,09 mas beräknas den befinna sig på ett avstånd av ca 90 ljusår (ca 27,7 parsec) från solen. Den rör sig bort från solen med en heliocentrisk radialhastighet av ca 7,5 km/s. Stjärnan är en ung och mycket aktiv medlem i AB Doradus rörelsegrupp.

## Observation
V429 Geminorum har  studerats och övervakats av SuperWASP-gruppen och befunnits sammanfalla med ROSAT-källan 1RXS J072343.6+202500. Kepleriansk anpassning av radiella hastighetsdata föreslog en omloppslösning för en näraliggande massiv planet med en omloppsperiod på 7,7834 dygn. Dessutom kan närvaron av en näraliggande massiv jupiterliknande planet förklara den höga nivån av stjärnaktivitet som upptäckts. Men ytterligare studier tyder på att denna planet inte existerar eftersom variationerna i radiell hastighet är starkt korrelerade till stjärnaktivitet, vilket tyder på att denna aktivitet är orsaken till variationerna. Detta liknar fallet med den motbevisade planetupptäckten kring TW Hydrae, som också visade sig bero på stjärnaktivitet snarare än omloppsrörelse. 
 

## Egenskaper

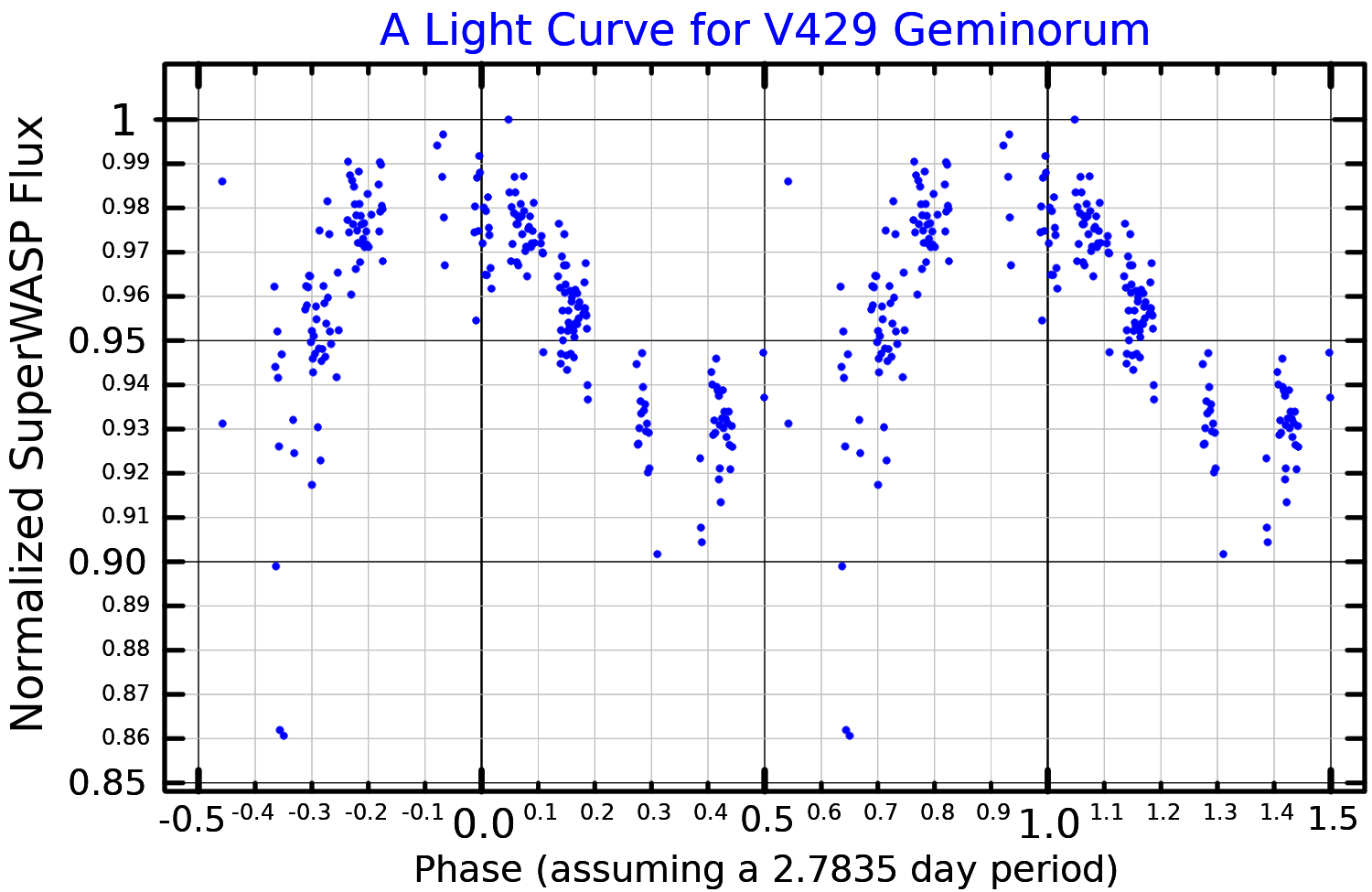
Ljuskurva för V429 Geminorum, anpassad från Norton et al.(2007)

V429 Geminorum är en orange stjärna i huvudserien av spektralklass K5 Ve. Den har en massa av ca 0,63 solmassa, en radie av ca 0,71 solradie och utsänder energi från dess fotosfär motsvarande ca 0,17 gånger solen vid en effektiv temperatur av ca 4 400 K. Den är en BY Draconis-variabel, en kall dvärg som varierar snabbt i ljusstyrka när den roterar.